# Línea Keihanna (Kintetsu)
La Línea Keihanna es una línea de ferrocarril que operada por Kintetsu. Este línea conecta la ciudad de Higashiosaka con la ciudad de Nara vía la ciudad de Ikoma. El nombre de la línea es derivado de un acrónimo que usa caracteres de kanji de las ciudades de Kioto (京都), Osaka (大阪), y Nara (奈良). Sin embargo, este nombre es escrito en hiragana.
La línea Keihanna es la única línea de Kintetsu que tiene un sistema de tercer riel; este sistema permite que los trenes operen en la Línea Chūō del metro de Osaka.

## Estaciones
| ↑ Servicio recíproco a la estación Cosmosquare a través de la Línea Chūō del Metro de Osaka ↑ | ↑ Servicio recíproco a la estación Cosmosquare a través de la Línea Chūō del Metro de Osaka ↑ | ↑ Servicio recíproco a la estación Cosmosquare a través de la Línea Chūō del Metro de Osaka ↑ | ↑ Servicio recíproco a la estación Cosmosquare a través de la Línea Chūō del Metro de Osaka ↑ | ↑ Servicio recíproco a la estación Cosmosquare a través de la Línea Chūō del Metro de Osaka ↑ | ↑ Servicio recíproco a la estación Cosmosquare a través de la Línea Chūō del Metro de Osaka ↑ |
| Código                                                                                        | Estación                                                                                      | Longitud (km)                                                                                 | Transferencias                                                                                | Ubicación                                                                                     | Ubicación                                                                                     |
| --------------------------------------------------------------------------------------------- | --------------------------------------------------------------------------------------------- | --------------------------------------------------------------------------------------------- | --------------------------------------------------------------------------------------------- | --------------------------------------------------------------------------------------------- | --------------------------------------------------------------------------------------------- |
| C23                                                                                           | Nagata 長田                                                                                   | 0.0                                                                                           | - Metro de Osaka: Línea Chūō                                                                  | Higashiosaka                                                                                  | Prefectura de Osaka                                                                           |
| C24                                                                                           | Aramoto 荒本                                                                                  | 1.2                                                                                           |                                                                                               | Higashiosaka                                                                                  | Prefectura de Osaka                                                                           |
| C25                                                                                           | Yoshita 吉田                                                                                  | 3.0                                                                                           |                                                                                               | Higashiosaka                                                                                  | Prefectura de Osaka                                                                           |
| C26                                                                                           | Shin-Ishikiri 新石切                                                                          | 4.5                                                                                           |                                                                                               | Higashiosaka                                                                                  | Prefectura de Osaka                                                                           |
| C27                                                                                           | Ikoma 生駒                                                                                    | 10.2                                                                                          | - Línea Nara - Línea Ikoma - Línea Ikoma Cable                                                | Ikoma                                                                                         | Prefectura de Nara                                                                            |
| C28                                                                                           | Shiraniwadai 白庭台                                                                           | 15.3                                                                                          |                                                                                               | Ikoma                                                                                         | Prefectura de Nara                                                                            |
| C29                                                                                           | Gakken Kita-Ikoma 学研北生駒                                                                  | 16.1                                                                                          |                                                                                               | Ikoma                                                                                         | Prefectura de Nara                                                                            |
| C30                                                                                           | Gakken Nara-Tomigaoka 学研奈良登美ヶ丘                                                        | 18.8                                                                                          |                                                                                               | Nara                                                                                          | Prefectura de Nara                                                                            |

## Historia
En el año 1977, la compañía Higashiōsaka-Ikoma Tetsudō fue fundada para construir la Línea Higashiosaka. Kintetsu adquirió la compañía en el abril de 1986. En el 1 de octubre de ese año, la línea Higashiosaka fue inaugurada entre las estaciones Nagata y Ikoma; hay servicios recíprocos entre este línea y la línea Chūō del metro de Osaka. Cuando la línea OTS Technoport fue inaugurado en le año 1997, los servicios recíprocos fue extendido a la estación Cosmosquare.
La compañía Nara-Ikoma Kōsoku Tetsudō fue fundida en el año 1998 para construir una extensión de este línea a una nueva estación en la ciudad de Nara. Construcción de este extensión fue comenzado en el octubre de 2000, y la extensión (de la estación Ikoma a la estación Gakken Nara-Tomigaoka) fue abierto en el 27 de marzo de 2006. En ese tiempo, la línea Higashiosaka fue renombrado a la Línea Keihanna.